# Bristol Beaufighter
El Bristol Type 156 Beaufighter, denominado ocasionalmente como Beau, fue un caza pesado de largo alcance desarrollado a partir de la modificación del avión torpedero Bristol Beaufort, también construido por la Bristol Aeroplane Company. El nombre Beaufighter es una contracción de Beaufort y de fighter (caza en inglés).
A diferencia del Beaufort, el Beaufighter tuvo una larga carrera y sirvió en casi todos los escenarios de la Segunda Guerra Mundial, primero como caza nocturno, más tarde como cazabombardero y ocasionalmente reemplazando a los Beaufort como torpedero. Su única variante fue construida en Australia por el Department of Aircraft Production ("Departamento de Producción de Aeronaves", DAP por sus siglas en inglés) y fue conocido como DAP Beaufighter.

## Diseño y desarrollo

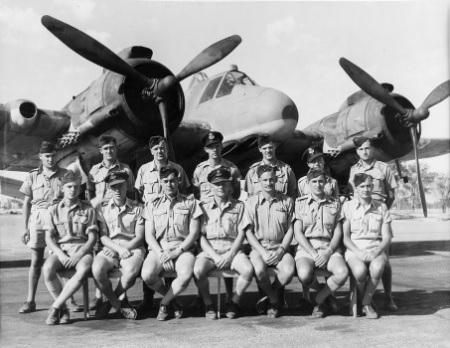
Personal de la 5.ª Unidad de Entrenamiento Operacional de la RAAF.

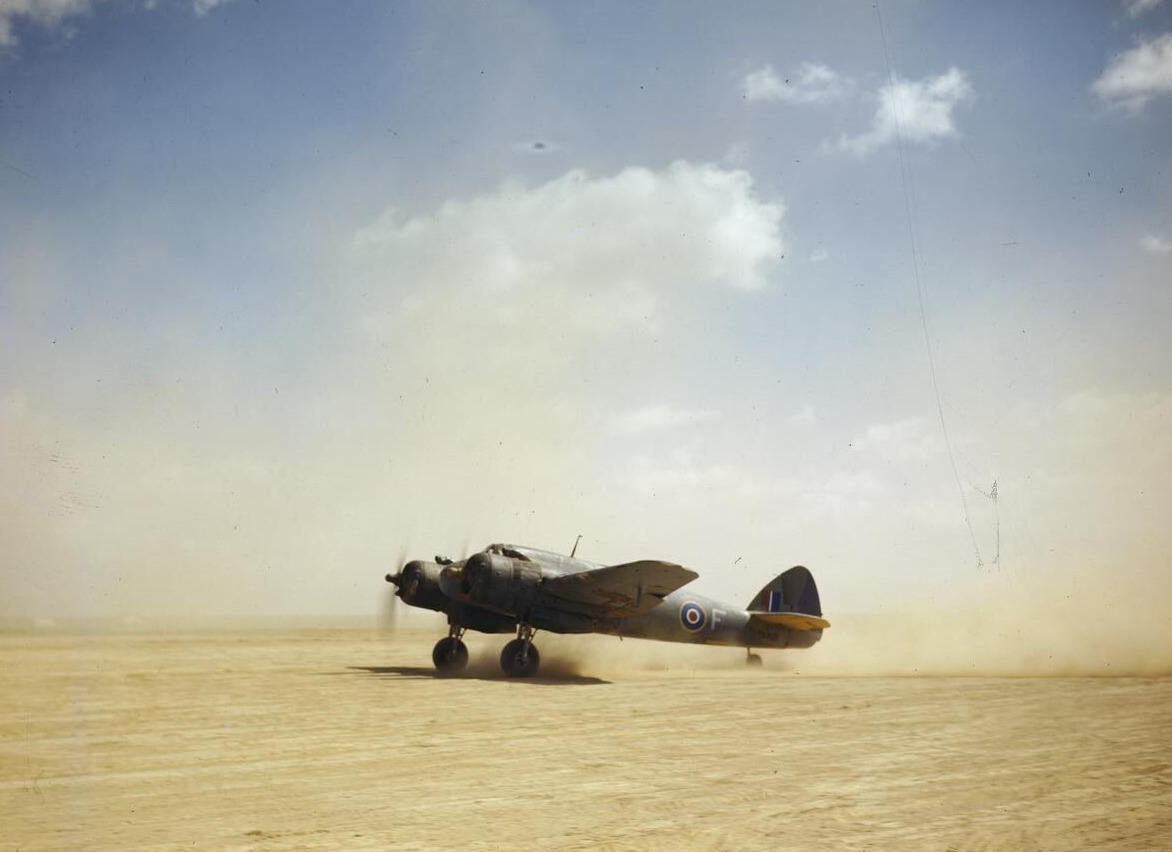
Bristol Beaufighter Mk 1 del escuadrón No. 252, norte de África.

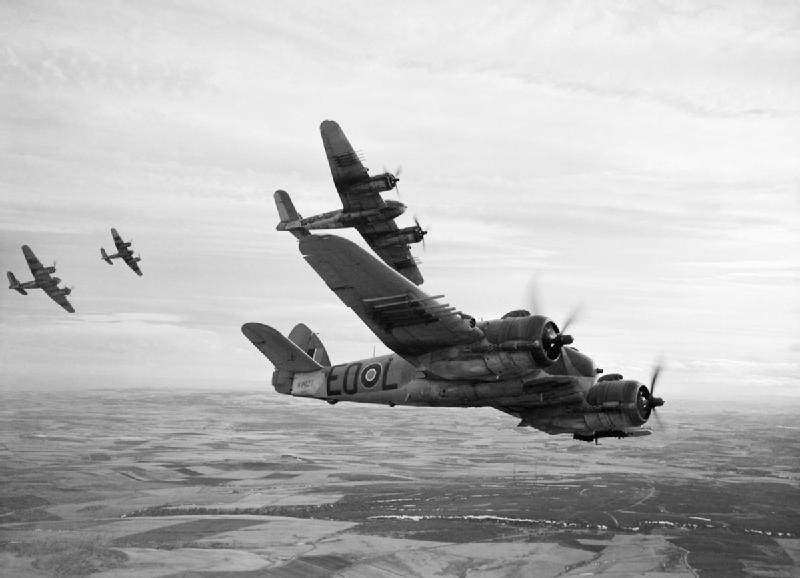
Bristol Beaufighter TF.X del escuadrón No. 404, Escocia.

Bristol sugirió al Ministerio del Aire británico la idea de un caza desarrollado utilizando las secciones externas de las alas, cola y tren de aterrizaje del ya existente Beaufort; esta propuesta coincidió con los retrasos en el desarrollo y producción del caza bimotor Westland Whirlwind. Como el "Beaufort Cannon Fighter" era la conversión de un diseño ya existente, se esperaba que el desarrollo y producción fuese mucho más rápido, sin tener que empezar un diseño completamente nuevo desde cero. 
Bristol inició la construcción de un prototipo a partir de un Beaufort parcialmente construido sacado de la línea de montaje. Este primer prototipo voló el 17 de julio de 1939, poco más de ocho meses tras el comienzo de su desarrollo, gracias al uso de los elementos del Beaufort y de un gran número de sus componentes. Dos semanas antes de que el prototipo volara, ya había sido firmado un contrato para la producción de 300 aparatos, con la especificación F.17/39.
En general, las diferencias entre el Beaufighter y el Beaufort eran muy pocas. Las alas, superficies de control, tren de aterrizaje retráctil y la sección de popa del fuselaje eran idénticos, mientras que la sección central del ala era similar, a excepción de algunos accesorios. Se eliminó la bodega de bombas, y se montaron cuatro cañones automáticos Hispano-Suiza HS.404 de 20 mm en la zona inferior del fuselaje. Inicialmente estaban alimentados con tambores de 60 proyectiles cada uno, lo que obligaba al operador de radar a cambiar manualmente dichos tambores (una ardua e impopular tarea, especialmente de noche y en medio de un combate contra un bombardero). En consecuencia, pronto fue sustituido por un sistema de alimentación tipo cinta. Los cañones se complementaban con seis ametralladoras Browning de 7,7 mm en las alas, cuatro en el ala de estribor y dos en la de babor. Se eliminaron los puestos del artillero de cola y del bombardero, dejando sólo al piloto en una carlinga de combate. El navegador/operador de radar se sentaba en la parte trasera, bajo una pequeña burbuja de Perspex, donde se encontraba la torreta dorsal del Beaufort.
Los motores Bristol Taurus del Beaufort fueron sustituidos por los más potentes Bristol Hercules XVII. Esta potencia extra creaba problemas debido a las vibraciones. En el diseño final, fueron montados sobre soportes más largos y flexibles que se extendían desde el borde de ataque de las alas. Esto desplazó el centro de gravedad hacia adelante, un efecto indeseable en el diseño de aviones. El centro de gravedad se desplazó de nuevo a su lugar mediante la reducción del morro, al no ser ya necesaria la zona del bombardero en un caza. Esto situó la mayor parte del fuselaje tras el ala y el centro de gravedad se trasladó nuevamente a donde debía estar, con los capós de los motores y las hélices más adelantadas que el morro.
La producción de Beaufort en Australia, y la afortunada utilización de los Beaufighter británicos de la Real Fuerza Aérea Australiana, llevó a que los Beaufighter fueran construidos por el Departament of Aircraft Production, desde 1944 en adelante. La variante DAP era un avión de ataque/torpedero, conocido como Mk 21: los cambios en el diseño incluían los motores Hercules CVII, diedro en la cola del avión y mejoras en el armamento.

## Historia operacional

### Inicios
Para los estándares de los cazas, el Beaufighter era pesado y lento. Llegaba a tener un peso de 7000 kg y un máximo de velocidad de 540 km/h a 5000 m. Sin embargo, era lo mejor disponible, ya que el excelente Westland Whirlwind había sido cancelado por problemas con los motores Rolls-Royce Peregrine. El 12 de agosto de 1940, el primer Beaufighter de producción fue entregado en RAF Tangmere para realizar pruebas con la Unidad de Interceptación de Caza. El 2 de septiembre de 1940, los 25 Escuadrón, 29 Escuadrón, 219 Escuadrón y  604 Escuadrón se convirtieron en los primeros escuadrones operativos en recibir aviones de producción; cada escuadrón recibió un Beaufighter ese día para comenzar la conversión desde sus aviones Blenheim. El proceso de capacitación de reequipamiento y conversión tardó varios meses en completarse; en la noche del 17 al 18 de septiembre de 1940, los Beaufighter del 29 Escuadrón llevaron a cabo su primera patrulla nocturna operativa, realizando una salida sin incidentes. La primera salida operativa diurna se realizó al día siguiente. El 25 de octubre de 1940, ocurrió el primer derribo confirmado del Beaufighter, un Dornier Do 17.
Las entregas de producción iniciales del Beaufighter carecían del radar para las operaciones de combate nocturno; estos fueron instalados por el No. 32. MU con base en RAF St Athan a finales de 1940. En la noche del 19 al 20 de noviembre de 1940, ocurrió el primer derribo por un Beaufighter equipado con radar, el de un Junkers Ju 88. Se instalaron unidades de radar más avanzadas a principios de 1941, lo que pronto permitió al Beaufighter convertirse en un contraataque efectivo para los ataques nocturnos de la Luftwaffe. En marzo de 1941, la mitad de los 22 aviones alemanes reclamados por cazas británicos, lo fueron por Beaufighter. Durante una incursión en Londres en la noche del 19 al 20 de mayo de 1941, 24 aviones fueron derribados por cazas y dos por fuego terrestre antiaéreo.
A finales de abril de 1941, los dos primeros aviones Beaufighter Mk II, R2277 y R2278, se entregaron a los escuadrones 600 y 604; siendo el primer escuadrón el primero en recibir el modelo en cantidad el mes siguiente. El Mk II también se suministró al Fleet Air Arm de la Marina Real. Un caza nocturno Beaufighter Mk VIF se suministró a los escuadrones en marzo de 1942, equipado con un radar AI Mark VIII. El Beaufighter demostró sus méritos como caza nocturno, pero pasó a desempeñarse en otras capacidades. El más rápido Mosquito asumió como el papel principal como caza nocturno a mediados y finales de 1942, el Beaufighter más pesado hizo valiosas contribuciones en otras áreas, como la lucha antibuque, el ataque terrestre y la interdicción de largo alcance, en los principales teatros de operaciones.
El 12 de junio de 1942, un Beaufighter llevó a cabo una incursión que, según Moyes, era "quizás la más imprudente de la guerra". El T4800, un Beaufighter Mk 1C del Escuadrón No. 236, voló desde la isla Thorney al París ocupado a una altitud extremadamente baja durante el día, para dejar caer una tricolor en el Arco de Triunfo y bombardear la sede de la Gestapo en la Place de la Concorde.
El Beaufighter pronto comenzó a operar en el extranjero, donde su robustez y fiabilidad rápidamente hicieron que el avión fuera popular entre las tripulaciones. Sin embargo, era pesado en los controles y no era fácil de volar, siendo el aterrizaje un desafío particular para los pilotos inexpertos. Debido a la escasez de tiempo de guerra, algunos Beaufighter entraron en servicio operativo sin equipo de abanderamiento en sus hélices. Como algunos modelos del Beaufighter bimotor no podían permanecer en el aire con un solo motor a menos que la hélice muerta estuviera abanderada, esta deficiencia contribuyó a varias pérdidas operativas y muertes entre las tripulaciones. 
En el Mediterráneo, los escuadrones de combate nocturno 414, 415, 416 y 417 de las Fuerzas Aéreas del Ejército de los Estados Unidos (USAAF) recibieron cien Beaufighter en el verano de 1943, logrando su primera victoria en julio del mismo año. Durante el verano, los escuadrones realizaron operaciones de escolta de convoyes diurnos y ataque a tierra, pero principalmente volaron como cazas nocturnos. Aunque el Northrop P-61 Black Widow comenzó a llegar en diciembre de 1944, los Beaufighter de las USAAF continuaron realizando operaciones nocturnas en Italia y Francia hasta el final de la guerra. En el otoño de 1943, el Mosquito estaba disponible en cantidades suficientes para reemplazar al Beaufighter como principal caza nocturno de la RAF. Al final de la guerra, unos 70 pilotos que servían con unidades de la RAF se habían convertido en ases mientras volaban Beaufighter. Al menos un Beaufighter capturado fue operado por la Luftwaffe; existe una fotografía del avión en vuelo con marcas alemanas.

### Mando Costero
Se reconoció que el Mando Costero de la RAF requería un avión de caza pesado de largo alcance como el Beaufighter y, a principios de 1941, Bristol procedió con el desarrollo del caza Beaufighter Mk.IC de largo alcance. Basado en el modelo Mk.I estándar, el lote inicial de 97 Beaufighter del Mando Costero se fabricó apresuradamente, lo que hizo imposible incorporar los depósitos de combustible de ala adicionales previstos en la línea de producción, por lo que se instalaron temporalmente depósitos de 50 galones del Vickers Wellington en piso, entre las bodegas de los cañones. 
En abril-mayo de 1941, esta nueva variante del Beaufighter entró en servicio de escuadrón en un destacamento del Escuadrón 252 que operaba desde Malta. Este despliegue inaugural con el escuadrón resultó ser un gran éxito, lo que llevó a que el modelo se mantuviera en ese teatro durante el resto de la guerra. En junio de 1941, el Escuadrón 272 equipado con Beaufighter con base en Malta reclamó la destrucción de 49 aviones enemigos y el daño de 42 más. El Beaufighter tenía fama de ser muy eficaz en el Mediterráneo contra objetivos marítimos, aéreos y terrestres del Eje; el Mando Costero fue, en un momento dado, el operador mayoritario del Beaufighter, reemplazando su inventario de aviones Beaufort y Blenheim obsoletos. Para satisfacer la demanda, las líneas de producción de Fairey y Weston, en ocasiones, sólo produjeron Beaufighter del Mando Costero. 
En 1941, para intensificar las operaciones aéreas ofensivas contra Alemania y disuadir el despliegue de las fuerzas de la Luftwaffe en el Frente Oriental, los Beaufighter del Mando Costero iniciaron operaciones ofensivas sobre Francia y Bélgica, atacando los barcos enemigos en aguas europeas. En diciembre de 1941, los Beaufighter participaron en la Operación Tiro con Arco, proporcionando fuego de supresión mientras los comandos británicos aterrizaban en la isla noruega ocupada de Vågsøy. En 1942, los Beaufighter realizaban rutinariamente patrullas de largo alcance en el Golfo de Vizcaya, interceptando aviones como el Ju 88 y el Fw 200 Condor que operaban contra las patrullas antisubmarinas aliadas. Los Beaufighter también cooperaron con el Octavo Ejército británico durante la acción en la Campaña del Desierto Occidental, a menudo en forma de ametrallamientos terrestres. 
A mediados de 1942, el Mando Costero comenzó a recibir el mejorado Beaufighter Mk.VIC. A finales de 1942, los Mk.VIC estaban siendo equipados con equipo de lanzamiento de torpedos para el torpedo británico de 18 pulgadas (450 mm) o el estadounidense de 22,5 pulgadas (572 mm) externamente; los observadores no estaban contentos llevando el torpedo, ya que no podían usar la escotilla de escape hasta después de que el torpedo hubiera sido lanzado. En abril de 1943, el Escuadrón 254 realizó los primeros ataques con torpedos con éxito desde Beaufighter, hundiendo dos barcos mercantes frente a Noruega.
El Hercules Mk XVII, que desarrolla 1294 kW (1735 hp) a 150 m (500 pies), se instaló en la estructura del avión Mk.VIC para producir el TF Mk.X (cazatorpedero), comúnmente conocido como "Torbeau". El Mk.X se convirtió en el principal modelo de producción del Beaufighter. La variante de ataque del "Torbeau" se llamó Mk.XIC. Los Beaufighter TF.X podían realizar ataques de precisión contra el transporte marítimo a la altura de las olas con torpedos o cohetes RP-3 (60 libras). Los primeros modelos del Mk.X llevaban un radar ASV (navío aire-superficie) de longitud de onda centimétrica con antenas en "espina de pescado" en el morro y en las alas exteriores, pero fue reemplazado a finales de 1943 por el radar centimétrito AI Mk.VIII alojado en un "radomo de dedal" que permitía realizar ataques nocturnos y en cualquier clima.
El Ala de Ataque de North Coates del Mando Costero, con base en RAF North Coates en la costa de Lincolnshire, desarrolló tácticas que combinaban grandes formaciones de Beaufighter, utilizando cañones y cohetes, para suprimir el fuego antiaéreo, mientras que los "Torbeau" atacaban a bajo nivel con torpedos. Estas tácticas se pusieron en práctica a mediados de 1943 y en diez meses se hundieron 29 762 toneladas (84 226 m³) de barcos. Las tácticas se refinaron aún más cuando el transporte marítimo se trasladaba desde el puerto durante la noche. El Ala de Ataque de North Coates operó como la mayor fuerza antibuque de la Segunda Guerra Mundial y representó más de 150 000 toneladas (424 500 m³) de barcos y 117 buques contra la pérdida de 120 Beaufighter y 241 tripulantes muertos o desaparecidos. Esto fue la mitad del tonelaje total hundido por todas las alas de ataque entre 1942 y 1945.

### Frente del Pacífico

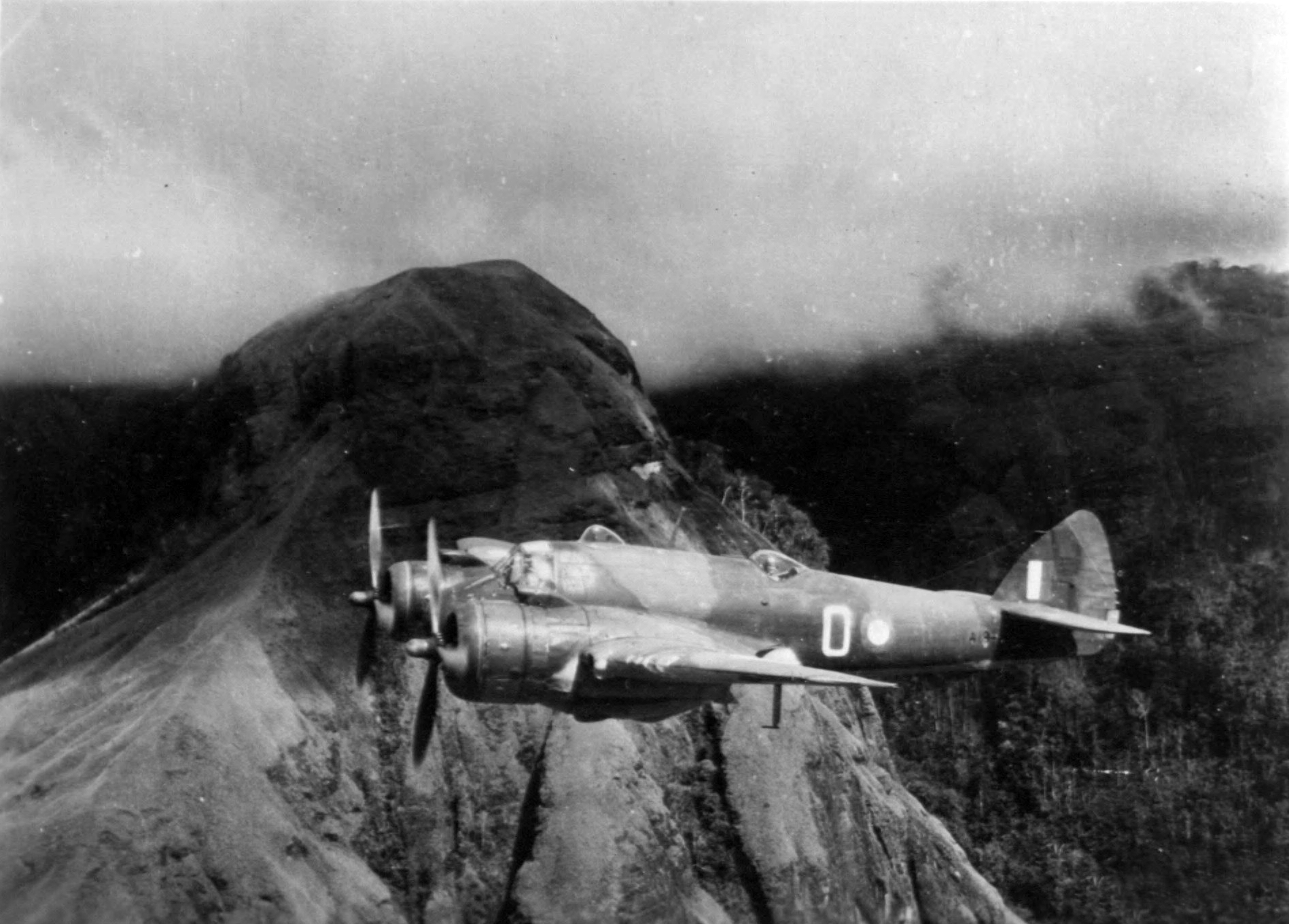
Beaufighter del Escuadrón N.º 30 de la RAAF adyacente a Hombrom's Bluff cerca de Port Moresby, 1942.

El Beaufighter llegó a los escuadrones en Asia y el Pacífico a mediados de 1942. Un periodista británico dijo que los soldados japoneses lo llamaron la "muerte susurrante" por sus silenciosos motores, aunque esto no está respaldado por fuentes japonesas. Los motores Hercules del Beaufighter usaban válvulas de manguito, que carecían del ruidoso engranaje de válvulas común a los motores de válvulas de asiento. Esto fue más evidente en un nivel de ruido reducido en la parte delantera del motor.
En el Teatro del Sudeste Asiático, el Beaufighter Mk.VIF operaba desde la India como caza nocturno y en operaciones contra las líneas de comunicación japonesas en Birmania y Tailandia. Los Beaufighter Mk.X también volaron en misiones diurnas de ataque de largo alcance sobre Birmania. Los ataques de alta velocidad y bajo nivel fueron muy efectivos, a pesar de las atroces condiciones climáticas y las instalaciones de reparación y mantenimiento improvisadas.

#### Pacífico suroeste
La Real Fuerza Aérea Australiana (RAAF) fue un entusiasta operador del Beaufighter durante la Segunda Guerra Mundial. El 20 de abril de 1942 se entregó el primer Beaufighter IC de la RAAF (una designación australiana dada a varios modelos del avión, incluidos Beaufighter VIC, Beaufighter X y Beaufighter XIC), que había sido importado desde Gran Bretaña; el último avión se entregó el 20 de agosto de 1945. Las entregas iniciales a la RAAF se dirigieron al Escuadrón N.º 30 en Nueva Guinea y al Escuadrón N.º 31 en el noroeste de Australia.
Antes de que los DAP Beaufighter llegaran a las unidades de la RAAF en el teatro del pacífico suroeste, el Beaufighter Mk.IC se empleaba comúnmente en misiones antibuque. La más famosa de ellas fue la Batalla del Mar de Bismarck, durante la cual los Beaufighter fueron utilizados en un papel de extinción de incendios en una fuerza mixta con los bombarderos norteamericanos Douglas A-20 Boston y B-25 Mitchell de la USAAF. Al principio de la batalla, ocho Beaufort del Escuadrón N.º 100 de la RAAF en Milne Bay había atacado sin éxito al convoy de tropas japonesas con torpedos y no había logrado impactos. 13 Beaufighter del Escuadrón N.º 30 volaron a la altura del mástil para proporcionar fuego de supresión pesado para las oleadas de bombarderos atacantes. El convoy japonés, bajo la impresión de que estaban bajo el ataque de torpedos de Beaufort, cometió el error táctico de desviar sus barcos hacia los Beaufighter, lo que permitió a los mismos infligir graves daños a los cañones, puentes y tripulaciones antiaéreos de los barcos durante el ametrallamiento con sus cuatro cañones de morro de 20 mm y seis ametralladoras de 7,7 mm montadas en las alas. Los barcos japoneses se quedaron expuestos a los bombardeos a la altura de mástil y con saltos de los bombarderos medios estadounidenses. Se hundieron ocho transportes y cuatro destructores, contra la pérdida de cinco aviones, incluido un Beaufighter.
El papel de los Beaufighter durante la Batalla del Mar de Bismarck fue registrado por el corresponsal de guerra y cineasta Damien Parer, que había volado durante el combate de pie detrás del piloto de uno de los aviones del Escuadrón N.º 30; el combate llevó al Beaufighter a convertirse en uno de los aviones más conocidos en el servicio australiano durante el conflicto. El 2 de noviembre de 1943, otro evento de alto perfil que involucró al modelo ocurrió cuando un Beaufighter, el A19-54, ganó la segunda de dos carreras no oficiales contra un bombardero A-20 Boston.

#### Posguerra
Desde 1944, las unidades de Beaufighter de la RAF fueron usadas en la Guerra civil griega. Los Beaufighter fueron usados por la Fuerza Aérea Portuguesa, y por otras fuerzas aéreas como la turca o la dominicana.

## Variantes
Beaufighter Mk.IF
Variante de combate nocturno de dos asientos.
Beaufighter Mk.IC
La "C" significaba la variante de Mando Costero; muchos fueron modificados para llevar bombas.
Beaufighter Mk.IIF
Por muy bien que se comportara el Beaufighter, el programa de bombarderos Short Stirling a finales de 1941 tenía una mayor prioridad para el motor Hercules, y el resultado fue el caza nocturno Mk.IIF con motor Rolls-Royce Merlin XX.
Beaufighter Mk.III/IV
El Mk.III y el Mk.IV iban a ser Beaufighter propulsados por Hercules y Merlin con un fuselaje nuevo y más delgado, con un armamento de seis cañones y seis ametralladoras que mejoraron el rendimiento. Los costes necesarios de los cambios en la línea de producción llevaron a la reducción de los modelos.
Beaufighter Mk.V
Los V tenían una torreta Boulton Paul con cuatro ametralladoras de 7,7 mm montadas en la popa de la cabina, reemplazando un par de cañones y las ametralladoras montadas en las alas. Sólo se construyeron dos Mk.V (con motor Merlin). Cuando fue probado por el A & AEE, el R2274 fue capaz de alcanzar los 486 km/h) a 5800 m (19 000 pies).
Beaufighter Mk.VI
El Hercules regresó con la siguiente versión principal en 1942, el Mk.VI, que finalmente se construyó con más de 1000 ejemplares. Los cambios incluyeron un plano de cola con diedro.
Beaufighter Mk.VIC
Versión del Mando Costero, similar al Mk.IC.
Beaufighter Mk.VIF
Caza nocturno equipado con radar AI Mark VIII.
Beaufighter Mk.VI
Versión provisional de cazatorpedero.
Beaufighter Mk.VII
Variante de fabricación australiana propuesta con motores Hercules XXVI, no construida.
Beaufighter Mk.VIII
Variante de fabricación australiana propuesta con motores Hercules XVII, no construida.
Beaufighter Mk.IX
Variante de fabricación australiana propuesta con motores Hercules XVII, no construida.
Beaufighter TF Mk.X
Cazatorpedero biplaza, apodado "Torbeau". Los motores Hercules XVII con sobrealimentadores recortados mejoraron el rendimiento a baja altitud. La última versión principal (2231 construidas) fue el Mk.X. Los modelos de producción posteriores presentaron una aleta dorsal.
Beaufighter Mk.XIC
Versión del Mando Costero del Mk.X, sin equipo de lanzamiento de torpedos.
Beaufighter Mk.XII
Variante propuesta de largo alcance del Mk.XI con depósitos lanzables, no construida.
Beaufighter Mk.XXI
El DAP Beaufighter de fabricación australiana. Los cambios incluyeron motores Hercules XVII, cuatro cañones de 20 mm en el morro, cuatro Browning de 12,7 mm en las alas y capacidad para transportar ocho High Velocity Aircraft Rockets de 130 mm, dos bombas de 110 kg, dos bombas de 230 kg y un torpedo Mk 13.
Beaufighter TT Mk.X
Después de la guerra, muchos Beaufighter de la RAF se convirtieron en remolcadores de blancos.

## Operadores
- Australia
- Canadá
- Estados Unidos
- Israel
- Nueva Zelanda
- Polonia
- Portugal
- Reino Unido
- República Dominicana
- Sudáfrica

## Especificaciones

### Características generales
- Tripulación: 2 (piloto y observador)
- Longitud: 12,6 m (41,3 ft)
- Envergadura: 17,7 m (57,9 ft)
- Altura: 4,8 m (15,9 ft)
- Superficie alar: 46,7 m² (503 ft²)
- Peso vacío: 7072 kg (15 586,7 lb)
- Peso máximo al despegue: 11 521 kg (25 392,3 lb)
- Planta motriz: 2× motor radial de 14 cilindros en doble fila refrigerados por aire Bristol Hercules.
  - Potencia: 1200 kW (1654 HP; 1632 CV) cada uno.

### Rendimiento
- Velocidad máxima operativa (Vno): 510 km/h (317 MPH; 275 kt) a 3050 m (10 000 pies)
- Alcance: 2816 km (1521 nmi; 1750 mi)
- Techo de vuelo: 5795 m (19 012 ft) (sin torpedo)
- Régimen de ascenso: 8,2 m/s (1614 ft/min) (sin torpedo)

### Armamento
- Armas de proyectiles: 

  - 4 cañones automáticos Hispano-Suiza HS.404 de 20 mm bajo el morro
  - 6 ametralladoras de 7,7 mm en las alas
  - 1 Browning M1919 orientable de 7,7 mm en posición dorsal
  - 1 torpedo y 2 bombas de 113 kg u 8 cohetes RP-3 de 27 kg

## Aeronaves relacionadas

### Desarrollos relacionados
- Bristol Beaufort

### Aeronaves similares
- Heinkel He 219
- I.Ae. 24 Calquín
- Douglas A-20 Havoc
- Douglas A-26 Invader
- Northrop P-61 Black Widow
- Kawasaki Ki-45
- De Havilland Mosquito

### Secuencias de designación
- Secuencia Numérica (interna de Bristol): ← 148 - 149 - 152 - 156 - 158 - 159 - 160 - 161 →